# باشگاه فوتبال ناگاورلد
باشگاه فوتبال ناگاورلد که در سال ۲۰۰۱ با نام باشگاه فوتبال ناگاکورپ تأسیس شد، یک باشگاه فوتبال حرفه‌ای مستقر در استان کامپونگ اسپیو است. ناگاورلد سومین قهرمانی خود در کامبوج را در ۲۳ سپتامبر ۲۰۱۸، یک هفته مانده به پایان مسابقات، به دست آورد، در حالی که در سال‌های ۲۰۰۷، ۲۰۰۹ و ۲۰۱۸ عنوان قهرمانی لیگ برتر این کشور را کسب کرده بود. ناگاورلد در سال ۲۰۱۳ جام سامدچ هون سن را از آن خود کرد و در فصل‌های ۲۰۲۲/۲۳ و ۲۰۲۳/۲۴ قهرمان تور پیش‌فصل کی‌سی‌سی شد. این تیم ۳ عنوان قهرمانی لیگ و ۱ جام هون سن را کسب کرده است.